# NGC 5865
NGC 5865 (NGC 5868) je eliptična galaktika  u zviježđu Djevici. Naknadno je utvrđeno da je NGC 5868 ista galaktika.

## Vanjske poveznice
- (engl.) SEDS: NGC 5865
- (engl.) Hartmut Frommert: Revidirani Novi opći katalog
- (engl.) Izvangalaktička baza podataka NASA-e i IPAC-a
- (engl.) Astronomska baza podataka SIMBAD
- (engl.) VizieR
- DSS-ova slika NGC 5865  Arhivirana inačica izvorne stranice od 26. ožujka 2016. (Wayback Machine)
- (engl.) Auke Slotegraaf: NGC 5865 Deep Sky Observer's Companion
- (engl.) Courtney Seligman: Objekti Novog općeg kataloga: NGC 5850 - 5899